# Rumiko Tani
Rumiko Tani (谷留美子 Tani Rumiko?, nascută 12 august 1979 în Tokyo, Japonia) este un fost idol japonez și un fost membru Hello! Project. Ea a fost un membru în emisiunea de televiziune Oh! My Baby.

## Discografie

### Cântece
- "Unchain My Heart" (1999)
- "Love, Yes I Do!" (1999)
- "Anatano Shirtsto Love Song" (2000)

### Albume
- コックリさん オリジナルサウンドトラック  (2005)

## Viața personală
Pe 21 octombrie 2006, Rumiko Tani sa căsătorit cu cântăreț și actor Kim Jung-min.